# Les Extra-ordinaires
Les Extra-ordinaires est une émission de télévision française produite par Endemol France et diffusée sur TF1 du 6 mars 2015 au 22 janvier 2016 le vendredi soir en première partie de soirée de façon événementielle. 
Présentée par Christophe Dechavanne accompagné de Marine Lorphelin, elle est adaptée de l'émission allemande The Brain (en).

## Concept
Différents candidats aux pouvoirs extraordinaires (mémoire, calcul, force physique, ouïe ou vue sur-développée, etc.) réalisent chacun leur tour des défis liés à leur talent sur le plateau de l'émission, devant les animateurs et les célébrités invitées. Le public présent sur le plateau vote pour le plus impressionnant. 

## Émissions

### Émission du 6 mars 2015
- Invités : Éric Antoine, Laurent Ournac et Caroline Vigneaux
- Vainqueur : Raphaël, capable de remplir un échiquier avec des nombres sans le regarder en se déplaçant uniquement avec le mouvement du cavalier d’échecs, tel que la somme de chacune des colonnes et lignes soit égale à 547.

### Émission du 20 novembre 2015
- Invités :  Anne Roumanoff, Keen'V et Artus
- Vainqueur : Valentin, capable de deviner le nom de n'importe quelle ville française (de plus de 30 000 habitants) en regardant une image satellite.

### Émission du 22 janvier 2016
- Invités :  Titoff, Ariane Brodier et Gil Alma
- Vainqueur : Boris, expert en calcul mental.

## Audiences
| Chaîne | Date de diffusion | Audience moyenne          | Audience moyenne | Classement des audiences de la soirée | Références        |
| Chaîne | Date de diffusion | Nombre de téléspectateurs | PDM              | Classement des audiences de la soirée | Références        |
| ------ | ----------------- | ------------------------- | ---------------- | ------------------------------------- | ----------------- |
| TF1    | 6 mars 2015       | 5 116 000                 | 23,8 %           | 1re                                   | [réf. nécessaire] |
| TF1    | 20 novembre 2015  | 3 260 000                 | 15,7 %           | 3e                                    | [ 1 ]             |
| TF1    | 22 janvier 2016   | 3 364 000                 | 15,8 %           | 2e                                    | [ 2 ]             |

Légende
Les plus hauts chiffres d'audience
Les plus bas chiffres d'audience